# 施志安
喬治·伊恩·鄧肯·史密斯爵士（英語：Sir George Iain Duncan Smith；1954年4月9日—），英国政治人物，现任英國保守黨成員。自2010年起出任就業及退休保障大臣，也曾在2001到2003年擔任反對黨領袖與保守黨黨魁。自1992年成功擊敗譚百德擔任英國下議院青福德議員，他一直是當區（1997年起青福德選區改劃為青福德和伍德福德格林選區）的代表議員。
施志安生於愛丁堡，1975年至1981年在蘇格蘭近衛團服役，曾到過北愛爾蘭和羅得西亞。1981年他加入保守黨，並在1992年當選下議院議員。2001年他在2001年英國保守黨黨魁選舉取代夏偉林成為保守黨黨魁，部分原因在於戴卓爾夫人對其歐洲懷疑主義意識形態的支持，令他成為第一位信奉羅馬天主教與繼阿瑟·貝爾福以後出生於蘇格蘭的保守黨黨魁。2010年，平板出版稱他是英國其中一名最有影響力的天主教徒。
在他出任保守黨黨魁期間，保守黨的民望不斷下滑，許多保守黨議員勝認為他勝選機會不大，更在2003年遭黨團通過對其的不信任動議而被罷去黨魁，由夏偉明接任。作為一名後座議員，他創立了獨立於保守黨的中間偏右智庫社會正義中心，並成為一個小說家，出版了受嚴厲批評的作品《魔鬼的調子》（The Devil's Tune）。2010年5月12日，時任首相戴维·卡梅伦任命施志安為就業及退休保障大臣，2016年3月18日因不滿時任財相歐思邦計劃減少傷殘津貼辭職。
2021年3月26日，中華人民共和國宣佈制裁英國9人及4個實體，史密斯是其中1人。

## 外部連結
- 官方網站 （页面存档备份，存于）
- 保守黨個人檔案
- 個人檔案 （页面存档备份，存于）（英國議會）
- 投票記錄 （页面存档备份，存于）（公共鞭子（英语：Public Whip））
- 鄧肯·史密斯 （页面存档备份，存于）的《衛報》文章存檔
- YouTube上的就業及退休保障部頻道，擁有一批關於鄧肯·史密斯的影片。

| 大不列颠及北爱尔兰联合王国国会 | 大不列颠及北爱尔兰联合王国国会              | 大不列颠及北爱尔兰联合王国国会 |
| ------------------------------ | ------------------------------------------- | ------------------------------ |
| 前任者： 譚百德                | 英國下議院青福德議員 1992年－1997年         | 選區取消                       |
| 新頭銜                         | 英國下議院青福德和伍德福德格林議員 1997年－ | 現任                           |
| 官衔                           |                                             |                                |
| 前任者： 彼得·利雷             | 影子內閣社會保障大臣 1997年－1999年         | 繼任者： 韋力生                |
| 前任者： 約翰·梅普爾斯         | 影子內閣國防大臣 1999年－2001年             | 繼任者： 伯納德·詹金           |
| 前任者： 夏偉林                | 反對黨領袖 2001年－2003年                   | 繼任者： 迈克尔·霍华德         |
| 前任者： 顧綺慧                | 就業及退休保障大臣 2010年－2016年           | 繼任者： 郝智恆                |
| 政党职务                       |                                             |                                |
| 前任者： 夏偉林                | 保守黨黨魁 2001年－2003年                   | 繼任者： 迈克尔·霍华德         |